# Lilltjärnen (Haverö socken, Medelpad, 692963-146865)
Lilltjärnen är en sjö i Ånge kommun i Medelpad och ingår i Ljungans huvudavrinningsområde. Sjön har en area på 0,0504 kvadratkilometer och ligger 255,2 meter över havet. Sjön avvattnas av vattendraget Björsjöån.

## Delavrinningsområde
Lilltjärnen ingår i det delavrinningsområde (692942-146859) som SMHI kallar för Mynnar i Holmsjön. Medelhöjden är 276 meter över havet och ytan är 6,34 kvadratkilometer. Räknas de 2 avrinningsområdena uppströms in blir den ackumulerade arean 22,63 kvadratkilometer. Björsjöån som avvattnar avrinningsområdet har biflödesordning 2, vilket innebär att vattnet flödar genom totalt 2 vattendrag innan det når havet efter 149 kilometer. Avrinningsområdet består mestadels av skog (82 procent). Avrinningsområdet har 0,17 kvadratkilometer vattenytor vilket ger det en sjöprocent på 2,6 procent.